# Golden Corridor
Le Golden Corridor est un espace technopolitain situé sur une portion de l'autoroute Interstate 90, dans la région de Chicago (Illinois). Concentrant un certain nombre d'entreprises spécialisées dans les nouvelles technologies, il est perçu comme un lieu de dynamisme économique.

## Entreprises
Le long de ce corridor se trouve le siège (national ou régional) d'un grand nombre de firmes multinationales dont :
- Sears Holdings Corporation (Siège social), Grande distribution
- Motorola (Siège social), Télécommunication
- United Airlines (Siège social), Compagnie aérienne
- Affiliated Computer Services
- ACNielsen, Industrie pharmaceutique
- United Stationers, Distribution
- U.S. Robotics (Siège social), Informatique
- Zurich Financial Services (Siège régional), Assurance
- Fifth Third Bank, Banque
- Allstate (Siège social), Assurance-Finance
- AT&T (Siège régional), Télécommunication
- U.S. Cellular (Siège social), Téléphonie
- PepsiAmericas (Siège régional), Agroalimentaire

## Recherche - Enseignement
Ce pôle technopolitain concentre un certain nombre d'établissements d'enseignement (2 collèges, 5 universités dont l'université du Nord de l'Illinois à DeKalb)

## Activés de loisirs
Ce corridor associe aussi des centres commerciaux (6), des lieux de sports dont le Allstate Arena (16 000 places), le Sears Centre (10 000 places), le théâtre Rosemont Theater (4 300 places)

## infrastructures
Cet espace bénéficie du plate-forme de correspondance de Chicago (Aéroport international O'Hare de Chicago) (2e aéroport mondial en nombre de passagers en 2006)

## Sources
L'article reprend en partie les informations de la version anglophone de Wikipedia.
1. ↑  Preliminary Air Traffic Results for 2006 from Airports Council International